# Farleigh Wallop
Farleigh Wallop est une paroisse civile et un village du Hampshire, en Angleterre.